# 丘德达帕
丘德达帕（Cuddapah），是印度安得拉邦Cuddapah县的一个城镇。总人口125725（2001年）。

## 人口
该地2001年总人口125725人，其中男性63165人，女性62560人；0—6岁人口14644人，其中男7475人，女7169人；识字率69.82%，其中男性为76.00%，女性为63.57%。